# Чарнополе
Чарнополе (пол. Czarnopole) — село в Польщі, у гміні Ґура-Свентей-Малґожати Ленчицького повіту Лодзинського воєводства.
Населення — 46 осіб (2011).
У 1975-1998 роках село належало до Плоцького воєводства.

## Демографія
Демографічна структура станом на 31 березня 2011 року:
|          | Загалом | Допрацездатний вік | Працездатний вік | Постпрацездатний вік |
| -------- | ------- | ------------------ | ---------------- | -------------------- |
| Чоловіки | 26      | 6                  | 18               | 2                    |
| Жінки    | 20      | 3                  | 14               | 3                    |
| Разом    | 46      | 9                  | 32               | 5                    |